# Ā
Ā, ā – litera alfabetu łacińskiego używana w zapisie języka łotewskiego, łatgalskiego, nowopruskiego, rōmaji, w językach polinezyjskich oraz w łacińskim zapisie języka arabskiego. Przypisywana jest samogłosce [a:].
W międzynarodowej transliteracji alfabetu sanskryckiego Ā oznacza otwartą tylną, niezaokrągloną samogłoskę „आ”, której nie należy mylić z podobnym znakiem dewanagari dla środkowej samogłoski środkowej, अ.
W językach innych niż sanskryt, Ā jest sortowane z innymi literami A i nie jest uważane za osobną literę. Makron jest brany pod uwagę tylko podczas sortowania słów, które poza tym są identyczne. Na przykład w języku maoryskim tāu (oznaczające twój) występuje po tau (oznaczającym rok), ale przed taumata (wzgórze).